# Karl August Hermann
Pour les articles homonymes, voir Hermann.
Karl August Hermann, né le 23 septembre 1851 à Võhmanõmme et mort le 11 janvier 1909 à Tartu, est un écrivain, publiciste, linguiste et compositeur estonien.

## Biographie
Karl August Hermann naît en 1851 à Võhmanõmme, paroisse de Põltsamaa, Kreis Fellin (en). Il étudie à la faculté de théologie de l'université de Tartu à partir de 1875. Il étudie la linguistique à l'université de Leipzig à partir de 1878 et obtient son diplôme en 1880 en soutenant sa thèse de doctorat, Der einfache Wortstamm und die drei Lautstufen in der estnischen Sprache (« Le radical simple et les trois niveaux phonétiques dans la langue estonienne »).
De 1882 à 1885, il est rédacteur en chef d'Eesti Postimees. En 1886, il acquiert le journal Perno Postimees, qu'il rebaptise Postimees, et commence à publier à Tartu. En 1906, il acquiert le journal Valgus.
Il est membre de la Société des littéraires estoniens (en) et ancien élève honoraire de la Société des étudiants estoniens,.

## Œuvres
En 1884, il publie Eesti keele grammatika (Grammaire estonienne). En 1900, il commence à publier l'Eesti Üleüldise teaduse raamat ehk encyklopädia konversationi-lexikon (« Livre général des sciences estonienne ou encyklopädia konversationi-lexikon », mais seul le premier volume est publié dans son intégralité.
Il a composé environ 300 chants choraux, dont Kungla rahvas (« Le peuple Kungla ») et Oh laula ja hõiska (« O chante et crie »).
En 1895, il publie un ouvrage dans lequel il affirme que le sino-ouralien et l'altaïque forment une grande famille linguistique.